# Joannes Scapula
Pour les articles homonymes, voir Scapula et Jean Scapula (archéologue).
Joannes Scapula (vers 1540 - 1600) est un philologue et lexicographe allemand.

## Biographie
Il étudie à Lausanne, et s'installe ensuite à Genève où il est chargé par Henri Estienne de la correction du Thesaurus Grecae Linguae. Il en profite pour en composer un abrégé qui, édité peu après la parution de l'ouvrage original et vendu moins cher, en ruine la commercialisation. Il devient en 1580 professeur du grec et de morale à l'université de Lausanne, et meurt à Paris.

## Œuvres
- Lexicon græco-latinum, Bâle, 1579, souvent réimprimé, notamment par les Elzévirs et à Londres en 1820,
- Primogeniae voces seu radices linguae graecae, Paris, 1612.